# 산타마르타흰이마카푸친
산타마르타흰이마카푸친(Cebus malitiosus)은 콜롬비아에 서식하는 온순한 카푸친원숭이의 일종이다. 이전에는 훔볼트흰이마카푸친의 아종 또는 콜롬비아흰얼굴카푸친의 이명으로 간주했으나, 미터마이어와 라이랜즈는 라이랜즈, 허쉬코비츠, 쿠퍼, 에르난데스-카마초의 이전 연구를 따라 2013년에 산타마르타흰이마카푸친을 별도의 종으로 승격시켰다. IUCN은 이 분류법을 따른다.

## 특징
수컷은 머리부터 몸통까지 몸길이가 약 45.7cm이고 꼬리 길이가 약 43.3cm이다.

## 분포
산타마르타흰이마꼬리원숭이 서식지는 콜롬비아 북부의 시에라 네바다 데 산타 마르타 북서쪽 기슭 근처 숲으로 제한된다.